# Диди-Кацхи
Диди-Кацхи (груз. დიდი კაცხი) — село в Грузии, на территории Чиатурского муниципалитета края (мхаре) Имеретия.

## География
Село находится на западе центральной части Грузии, на правом берегу реки Кацхура, на расстоянии приблизительно 4 километров (по прямой) к западу от города Чиатура, административного центра муниципалитета. Абсолютная высота — 726 метров над уровнем моря.

## Население
По результатам официальной переписи населения 2014 года, в Диди-Кацхи проживало 629 человек (304 мужчины и 325 женщин). В национальной структуре населения грузины составляли 99,8 %, русские — 0,2 %.
| Год  | Население, человек |
| ---- | ------------------ |
| 2002 | 802                |
| 2014 | ↘ 629              |